# Radomyśl (Ukraina)
Radomyśl (ukr. Радомишль, dawniej Myczesk) – miasto na Ukrainie, w obwodzie żytomierskim, siedziba władz rejonu radomyskiego.
Leży na wschodnim Polesiu, nad rzeką Teteriw.
W mieście rozwinął się przemysł maszynowy, lniarski, spożywczy, lekki oraz meblarski.

## Historia

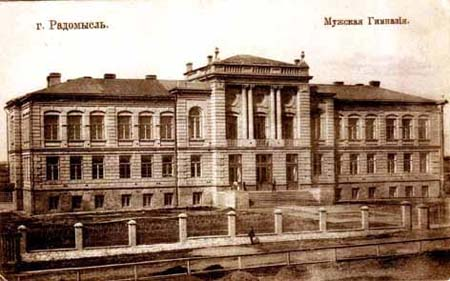
Gimnazjum w Radomyślu na pocz. XX w.

Pierwsza wzmianka o miejscowości pochodzi z 1150. W późnym średniowieczu w granicach Litwy, a od 1569 w granicach Polski. W XVII w. działała tu papiernia. 
Był miastem duchownym Rzeczypospolitej Obojga Narodów.
Po II rozbiorze Polski centrum administracyjne powiatu radomyskiego w guberni kijowskiej w zaborze rosyjskim.
W 1919 w ukraińskich pogromach zginęło 400–1000 Żydów. W 1921 spłonęła tutejsza synagoga.
W czasie wojny polsko-bolszewickiej w 1920 przez Radomyśl przechodziły wojska polskie. Po wojnie miasto należało do ZSRR.
Od 9 lipca 1941 roku do 26 grudnia 1943 roku Radomyśl był pod okupacją niemiecką.
Podczas okupacji hitlerowskiej, 15 lipca 1941 roku, Niemcy utworzyli getto dla żydowskich mieszkańców. Przebywało w nim około 2000 osób. 6 września 1941 roku Niemcy zlikwidowali getto, a Żydów zamordowali w Czernym Jarze (Czernyj Jar). Sprawcami zbrodni było Sonderkommando 4a oraz ukraińska policja, dowodził SS-Standartenführer Paul Blobel. Niemcy zamordowali około 1100 dorosłych Żydów, a ukraińscy policjanci zamordowali około 550 dzieci. 
W 1989 roku miasto liczyło 16 999 mieszkańców, a w 2013 roku 14 943 mieszkańców.

## Zabytki
- kompleks historyczno-kulturalny Zamek Radomyśl z Muzeum Ukraińskich Ikon Domowych – jedynym tego rodzaju w całej Europie[8]. Zbiory muzealne zachowują m.in. 8 obrazów Matki Boskiej Częstochowskiej.
- Cerkiew św. Mikołaja z lat 1877–1882, której malowidła wykonywał m.in. Wilhelm Kotarbiński

## Urodzeni w Radomyślu
- Władysław Kunicki – polski nauczyciel i działacz samorządowy
- Mieczysław Oborski – polski pułkownik
- Oleksandr Zinchenko – ukraiński piłkarz

## Galeria

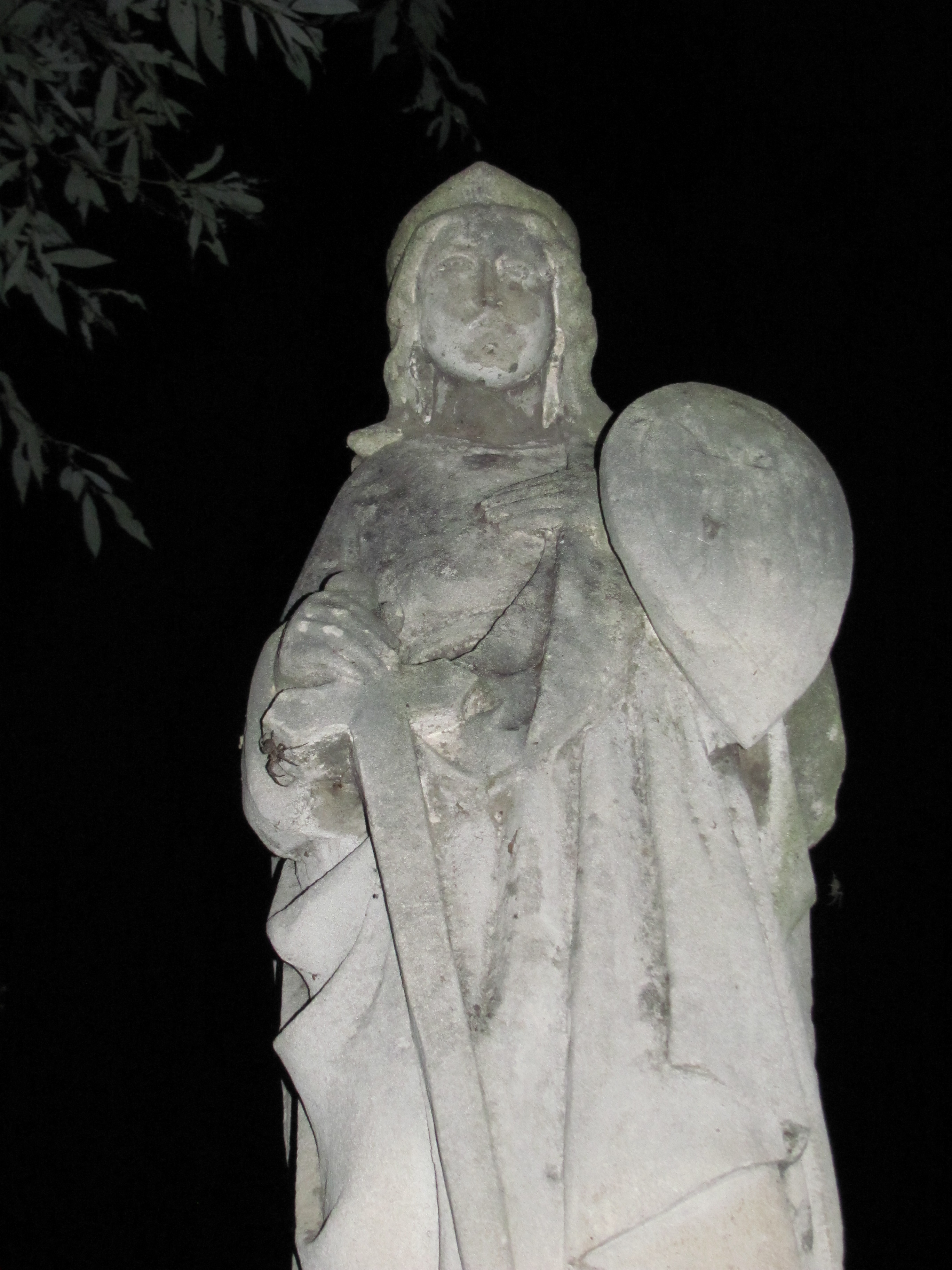
Rzeźba św. Michała przy Zamku Radomyśl
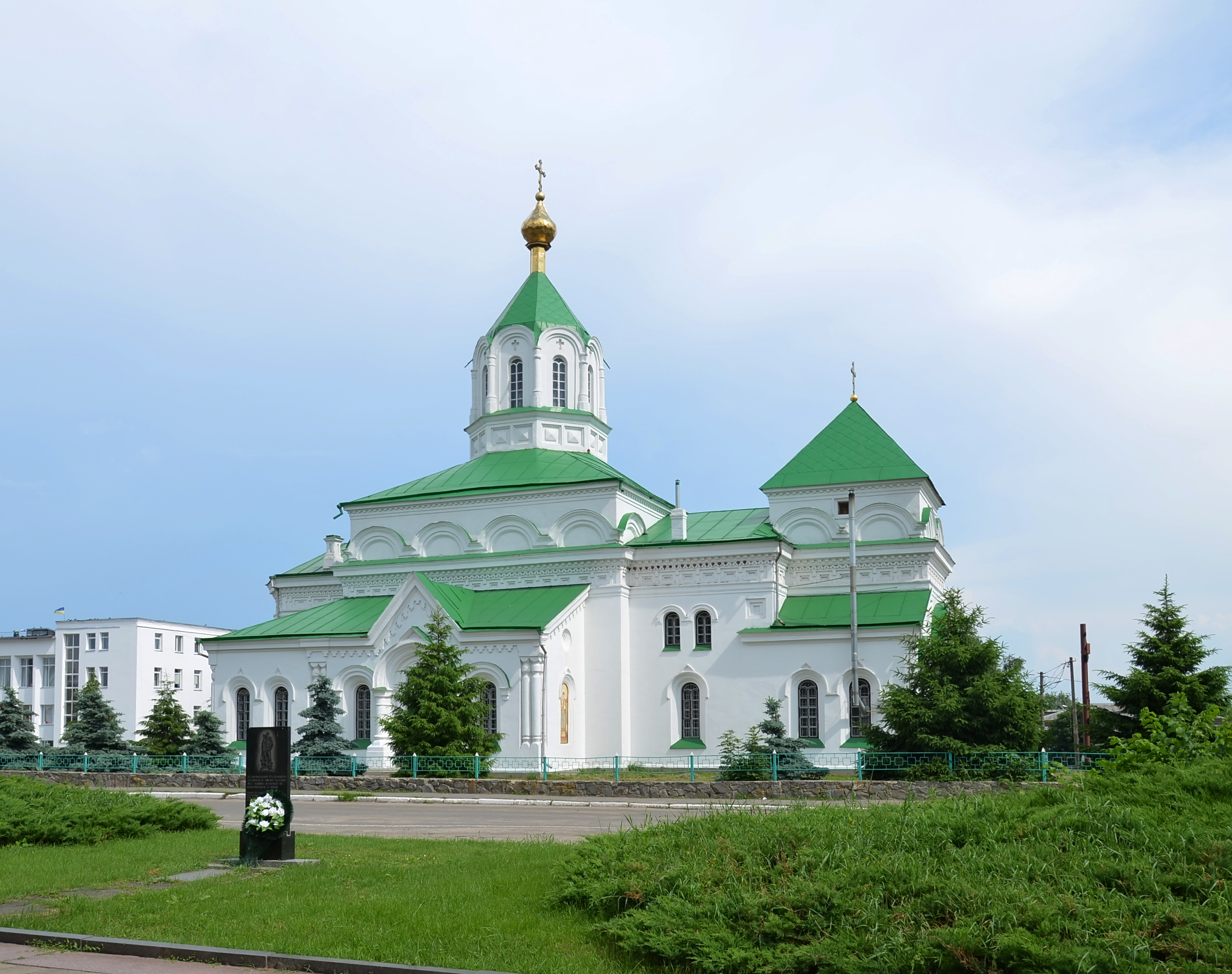
Cerkiew św. Mikołaja
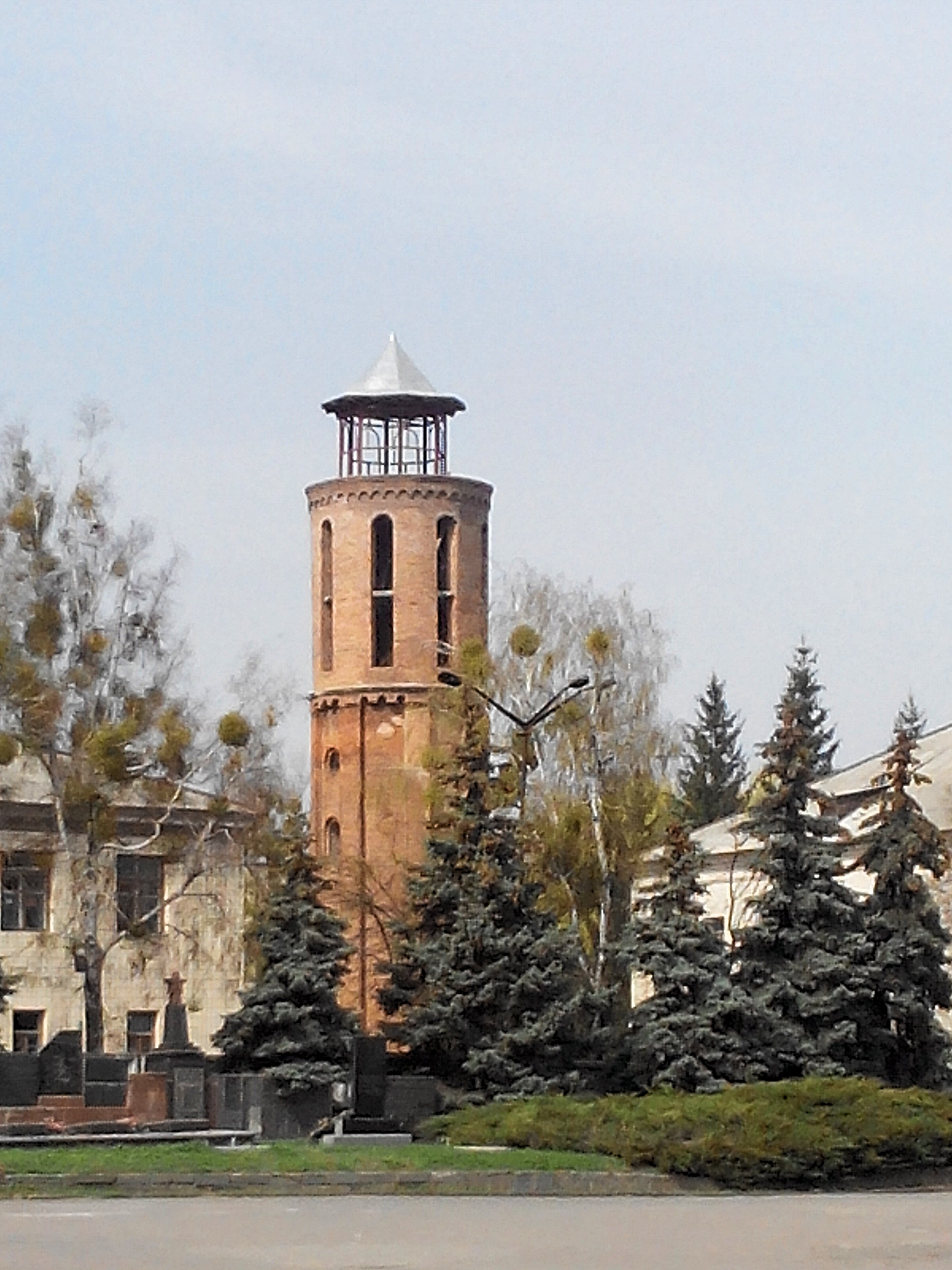
Wieża ciśnień